# Benning W. Jenness

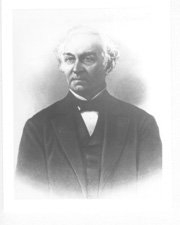
Benning Wentworth Jenness

Benning Wentworth Jenness, född 14 juli 1806 i Deerfield, New Hampshire, död 16 november 1879 i Cleveland, Ohio, var en amerikansk demokratisk politiker. Han representerade delstaten New Hampshire i USA:s senat 1845-1846.
Jenness var länge verksam som köpman i New Hampshire. Senator Levi Woodbury avgick 1845 för att tillträda som domare i USA:s högsta domstol. Jenness blev utnämnd till senaten. Han efterträddes 1846 av Joseph Cilley. Jenness var delegat till New Hampshires konstitutionskonvent år 1850. Han nominerades 1861 till guvernörskandidat i New Hampshire men han drog sin kandidatur tillbaka. Han flyttade sedan till Ohio.